# كرة مضرب الكراسي المتحركة

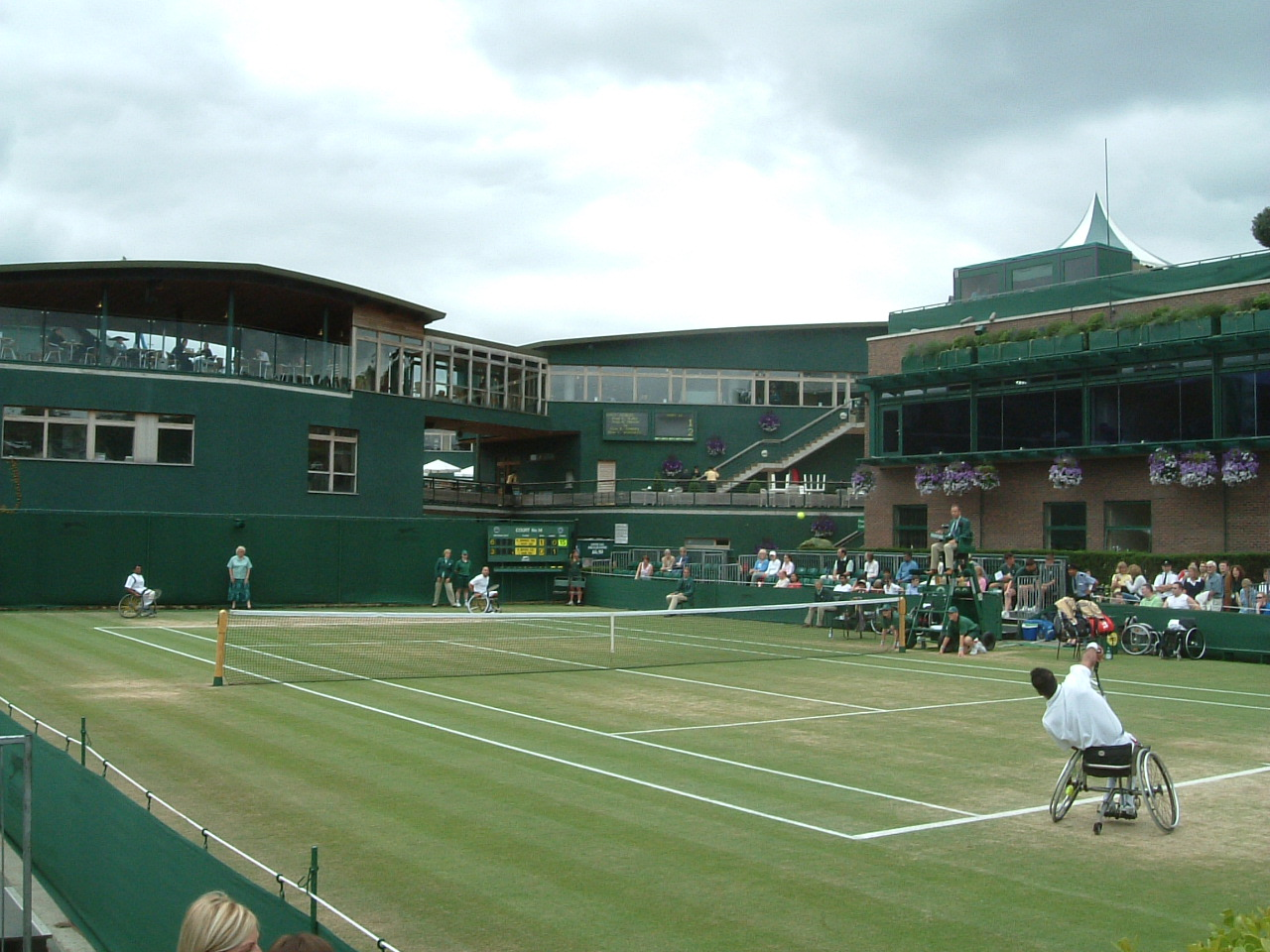
منافسات زوجي الرجال للكراسي المتحركة في بطولة ويمبلدون

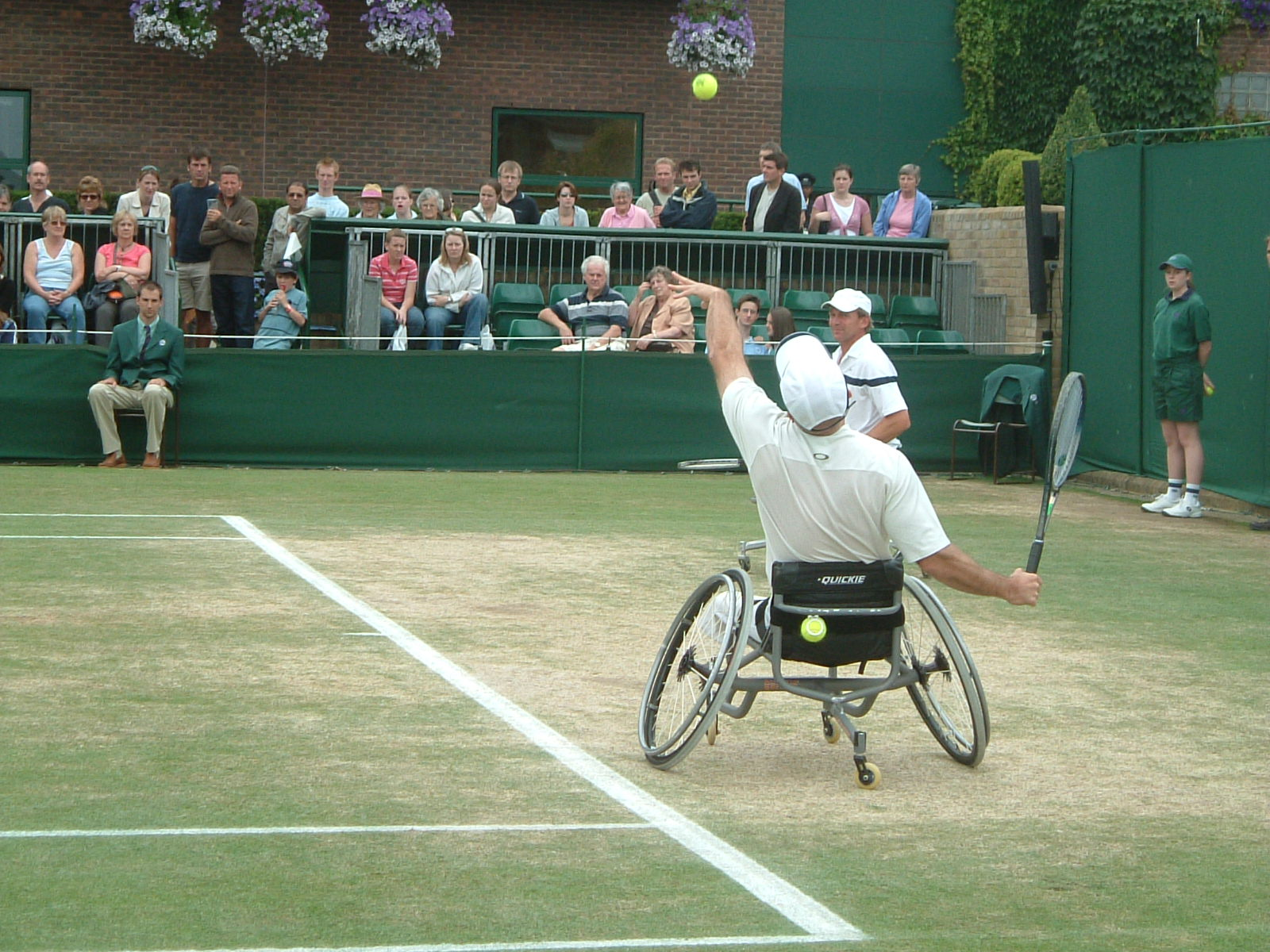
منافسات زوجي الرجال للكراسي المتحركة في بطولة ويمبلدون

تنس الكراسي المتحركة (بالإنجليزية: Wheelchair tennis)‏ هي واحدة من أشكال لُعبة كرة المضرب للأشخاص أصحاب الإعاقة في الأجزاء الُسفلية من الجسم. مساحة الملاعب وحجم الكرات والمضارب هي نفسها في بطولات كرة المضرب العادِية. لكن هُناك اختلافيين رئيسيين عن البطولات العادية، فالرياضيين يستخدمون الكراسي المُتحركة المُخصصة لمُنافسات التنس، كما يُسمح بارتداد الكرة مرتين بالملعب، ويُسمح بارتداد الكرة للمرة الثانية خارج الملعب المحدد.
تُعتبر هذه الرياضة جزء من الألعاب بارالمبية، وهي أيضاً تُلعب ضمن بطولات الجراند سلام. وهناك ثلاث مُنافسات مُختلفة: الرجال، السيدات، ومُنافسات الكرسي الرباعي للرجال والسيدات. والكرسي الرباعي هي مُخصصة لذوي الشلل الرباعي.
تتم دعوة أفضل ثمانية لاعبين (رجال ونساء)، وأفضل ستة لاعبين رباعي، للمشاركة في بطولة الماسترز. يعتمد الترتيب على ترتيبهم بعد لعب بطولة الولايات المتحدة المفتوحة. تنسيق جولة روبن مشابه لذلك الذي يتم تشغيله في نهائيات الجولة العالمية لرابطة محترفي التنس وبطولات رابطة محترفات التنس. يوصف برنامج الماجستير بأنه بطولة الفردي الرسمية لنهاية العام في الـ الاتحاد الدولي لكرة المضرب.
بشكل منفصل، يؤدي أساتذة التنس على الكراسي المتحركة للزوجي وظيفة مماثلة للاعبين الرجال والنساء والرباعية. بدأت في عام 2000 (2003 للاعبين الرباعي)، وفي كل عام، يتم قبول أفضل ثمانية أزواج للرجال، وأكبر ستة أزواج سيدات وأربع أزواج رباعية في القرعة التي تتبع فيها جميع الأحداث الثلاثة نسق جولة روبن.

## التنس على كرسي متحرك من ان يي سي للماجستير الفردي
من عام 1994 حتى عام 1999، أقيمت بطولة ان يي سي للتنس على الكراسي المتحركة في المركز الرياضي الداخلي في أيندهوفن، هولندا. من عام 2000 حتى عام 2005، أقيمت بطولة ان يي سي للتنس على الكراسي المتحركة في أمرسفورت، هولندا. من عام 2006 حتى عام 2010، أقيمت بطولة الفردي في ملعب فرانس أوتين في أمستردام. تم تغيير اسم البطولة إلى ان يي سي سينجل ماسترز في 2010، وانتقلت إلى ميشيلين، بلجيكا من 2011 إلى 2012. في عام 2013، أقيمت بطولة ان يي سي سينجل ماسترز في جناح جناح مارغريت للتنس في ميسيون فيجو (كاليفورنيا)، كاليفورنيا. من 2014 إلى 2016 عقدت ان يي سي سينجل ماسترز في لندن، المملكة المتحدة، بينما في عام 2017 انتقلت البطولة إلى لوبورو، المملكة المتحدة. من 2018 درجة الماجستير تقام في أورلاندو، فلوريدا. تحمل إستر فيرجير الرقم القياسي، حيث فازت بـ 14 لقباً بين عامي 1998 و2011، يليها ديفيد فاجنر بـ 11 لقباً.

### رباعية
| موقع                              | عام  | بطل          | المتسابق الثاني في السباق | نتيجة          |
| --------------------------------- | ---- | ------------ | ------------------------- | -------------- |
| خبراء تنس ان يي سي على كرسي متحرك |      |              |                           |                |
| بحيرة نونا                        | 2019 | ديفيد واجنر  | نيلز فينك                 | 6-3، 6-4       |
| بحيرة نونا                        | 2018 | ديلان ألكوت  | أندرو لابثورن             | 3-6، 7-5، 6-4  |
| لوبورو                            | 2017 | ديفيد واجنر  | أندرو لابثورن             | 6-1، 6-2       |
| لندن                              | 2016 | ديفيد واجنر  | ايتاي ارنليب              | 6-4، 6-1       |
| لندن                              | 2015 | ديفيد واجنر  | لوكاس سيثول               | 7-6 (8-6)، 6-4 |
| لندن                              | 2014 | ديفيد واجنر  | ديلان ألكوت               | 6-4، 7-5       |
| ميشن فيجو                         | 2013 | ديفيد واجنر  | لوكاس سيثول               | 0-6، 6-2، 6-2  |
| ميكلين                            | 2012 | ديفيد واجنر  | أندرو لابثورن             | 6-4، 6-2       |
| ميكلين                            | 2011 | نعوم غيرشوني | أندرو لابثورن             | 0-6، 6-3، 7-5  |
| أمستردام                          | 2010 | بيتر نورفولك | ديفيد واجنر               | 6–3، 7–6 (7–3) |
| أمستردام                          | 2009 | بيتر نورفولك | ديفيد واجنر               | 6-2، 7-5       |
| أمستردام                          | 2008 | ديفيد واجنر  | بيتر نورفولك              | 6-4، 6-1       |
| أمستردام                          | 2007 | ديفيد واجنر  | يوهان أندرسون             | 6-1، 3-6، 6-2  |
| أمستردام                          | 2006 | بيتر نورفولك | ديفيد واجنر               | 6-2، 6-2       |
| أمرسفورت                          | 2005 | ديفيد واجنر  | نيك تايلور                | 6-2، 6-1       |
| أمرسفورت                          | 2004 | ديفيد واجنر  | باس فان إيرب              | 6-2، 6-3       |

## سادة الزوجي على كرسي متحرك
من عام 2000 حتى عام 2001 أقيمت بطولة التنس المزدوجة على كرسي متحرك جنبًا إلى جنب مع حدث الفردي في أمرسفورت. من عام 2002 حتى عام 2003، أقيمت بطولة التنس الزوجي على كرسي متحرك في كأس العالم لفريق انفاكير بواسطة كاموزي في تريموزين، إيطاليا. من عام 2003 حتى عام 2004 أصبحت شركة كاموزي هي الراعية لهذه البطولة وأقيمت في بريشيا بإيطاليا. منذ عام 2005، أقيم الحدث في سنترو سبورتيفو ماريو مونجودي بالقرب من بيرغامو، إيطاليا. في عام 2011، تمت رعاية العنوان من قبل انفاكير في صفقة لمدة عامين وعقدت بطولة 2011 في ملعب فرانس أوتن في أمستردام. من 2013 إلى 2016، أقيمت بطولة الـ الاتحاد الدولي لكرة المضرب على الكراسي المزدوجة في جناح جناح مارغريت للتنس في ميسيون فيجو (كاليفورنيا)، كاليفورنيا في عامي 2017 و2018، أقيمت الفعالية في بيميل، هولندا. اعتبارًا من عام 2018، تعد تايلور وديفيد واغنر (تنس) الشراكة الأكثر نجاحًا عبر جميع الفئات، بإجمالي 11 عنوانًا.